# My Dear
My Dear es el álbum debut de la banda de rock alternativo y pop punk de Anaheim (California) New Years Day, lanzado en 2007 por TVT Records. 

## Historia
El álbum fue auto-financiado, auto-producido y grabado en un período de ocho meses en la casa del productor Eugene Pererras.
El primer video musical de la banda fue el del sencillo I Was Right, el cual ganó un premio mtvU al mejor artista nuevo ( en inglés: Freshman Face) y se añadió a la lista del canal.
El álbum incluye colaboraciones de John Christianson y Dan Regan, de la banda Reel Big Fish que proporcionan coros en My Sweet Unvalentine. La canción Brillant Lies incluye letras escritas por Justin Pierre de Motion City Soundtrack.

## Lista de canciones
Todas las canciones fueron escritas por Adam Lohrbach y New Years Day excepto donde se indica

Todas las canciones escritas y compuestas por Canciones. 
| N.º | Título                                                                                         | Duración |  |
| 1.  | «I Was Right»                                                                                  | 2:59     |  |
| 2.  | «Ready Aim Misfire»                                                                            | 3:19     |  |
| 3.  | «My Dear»                                                                                      | 3:46     |  |
| 4.  | «Part Time Lover»                                                                              | 2:51     |  |
| 5.  | «Sunrise Sunset»                                                                               | 2:57     |  |
| 6.  | «My Sweet Unvalentine»                                                                         | 3:22     |  |
| 7.  | «You'll Only Make it Worse»                                                                    | 3:34     |  |
| 8.  | «Brilliant Lies (Guy Erez, Emerson Swinford, Ashley Costello, Justin Pierre, Eugene Pererras)» | 3:47     |  |
| 9.  | «Temecula Sunrise»                                                                             | 3:43     |  |
| 10. | «Razor»                                                                                        | 2:49     |  |
| 11. | «Saying Goodbye»                                                                               | 3:47     |  |
| 12. | «Let's Toast (iTunes-sólo como bonus track)»                                                   | 3:59     |  |

## Personal
- Ashley Costello - vocales
- Keith Drover - guitarra, teclados, voz secundaria
- Mike Schoolden - guitarra, voz secundaria
- Adam Lohrbach - bajo, voz secundaria
- Russell Dixon - batería
- John Christianson - trompeta en "My Sweet Unvalentine"
- Dan Regan - trombón en "My Sweet Unvalentine"
- John Urban - bajo en "My Sweet Unvalentine"
- Eugene Perreras, Lindsey Christopher, y April Agostini - Voces adicionales

## Datos del álbum
- Sello discográfico: TVT Records
- Productor: Eugene Pererras, Adam Lohrbach, y New Years Day*Grabado en Eugenious Studios
- Grabaciones adicionales en Hard Drive Studios, Hollywood, California
- Ingeniería en sonido adicional: Doug Messenger, Ryan Baker, Adam Lohrbach, Mike Schoolden, y Russel Dixon
- Remezclado por Paul David Hagar en Encore Studios en Burbank, California
- Remasterizado por George Marino en Sterling Sound en Nueva York
- Todas las canciones fueron escritas por Adam Lohrbach y New Years Day excepto Brilliant Lies por Guy Erez, Emerson Swinford, Ashley Costello, Justin Pierre y Eugene Pererras.
- Arreglos de orquesta por Mike Schoolden
- Programación por Keith Drover y Justin Fowler